# Antigrafo (antica Grecia)
L'antigrafo (in greco antico: ἀντιγραφεύς?, antigraphéus) nell'antica Grecia era un magistrato incaricato di controllare le finanze pubbliche.
Gli antigrafi svolgevano controlli sulla gestione dei fondi pubblici, molto importanti nell'antichità; gli Ateniesi, diffidando dell'onestà delle istituzioni, spesso cercarono sicurezze moltiplicando tali controlli: una regola del sistema finanziario ateniese prescriveva che ovunque ci fosse un pubblico ufficiale incaricato della transazione di denaro vi fosse al suo fianco un antigrafo per vigilare e tenere una doppia contabilità. È stata verificata l'esistenza di un antigrafo per ogni demo e si sa che anche i generali, nelle azioni militari, erano soggetti ai controlli degli antigrafi. Anche gli amministratori dei fondi sacri, come i tamiai o i tesorieri di Delo, erano controllati in modo analogo.
Due tipi di antigrafo erano particolarmente importanti  l'"antigrafo del governo" e l'"antigrafo della Boulé". Il compito del primo era di controllare le spese del tesoro pubblico (in greco antico: διοίκησις?, dióikesis) e dichiarare le entrate delle persone in ogni pritania, in modo da controllare gli apodectai. L'antigrafo, secondo Eschine, era anticamente eletto per cheirotonia. Eschine prosegue affermando che gli Ateniesi avevano riposto così tanto la loro fiducia in Eubulo da riunire gli uffici dell'antigrafo e dell'apodecta nella stessa persona: o si tratta di un'esagerazione con fini retorici o, se fosse vero, dimostra un esempio della loro infatuazione per gli interessi del fondo Teorico. Il controllo da parte di Androzione dei suoi conti è indicato da Demostene come un atto di disonestà e impudenza.
L'"antigrafo della Boulé" veniva originariamente eletto dal popolo, ma in seguito iniziò ad essere nominato dalla maggioranza del Consiglio stesso; sempre, a quanto pare, dalle tribù che non erano al governo e con l'esclusione dei pritani. Egli, sempre presente alla riunione del Consiglio, verificava le somme dei conti versate in sua custodia; va però distinto dal grammateus, che inscriveva il suo nome nei decreti. Egli controllava esclusivamente le questioni finanziarie, non l'amministrazione in generale.